# Vindula divica
Vindula divica är en fjärilsart som beskrevs av Hans Fruhstorfer 1912. Vindula divica ingår i släktet Vindula och familjen praktfjärilar. Inga underarter finns listade i Catalogue of Life.